# (10733) Georgesand
(10733) Georgesand ist ein Asteroid des Hauptgürtels, der am 11. Februar 1988 vom belgischen Astronomen Eric Walter Elst am La-Silla-Observatorium der Europäischen Südsternwarte (IAU-Code 809) in Chile entdeckt wurde. Erste Sichtungen des Asteroiden hatte es bereits am 18. Januar 1988 am Rožen-Observatorium in Bulgarien gegeben.
Der Asteroid ist Mitglied der Koronis-Familie, einer Gruppe von Asteroiden, die nach (158) Koronis benannt ist.
(10733) Georgesand wurde am 20. März 2000 nach der französischen Schriftstellerin Amantine Aurore Lucile Dupin de Francueil (1804–1876) benannt, die unter dem Pseudonym George Sand zahlreiche Romane und gesellschaftskritische Beiträge veröffentlichte.